# San Benedetto del Tronto
San Benedetto del Tronto è un comune italiano di 46 964 abitanti della provincia di Ascoli Piceno nelle Marche. È la quarta città più popolosa delle Marche, dopo Ancona, Pesaro e Fano.
Posto lungo la costa adriatica meridionale delle Marche alla foce del fiume Tronto, è un importante centro turistico e porto peschereccio della Riviera delle Palme. È il comune più popoloso della provincia.

## Geografia fisica
(Franz Liszt)
San Benedetto del Tronto sorge sulle rive del mare Adriatico, si sviluppa per 25,31 km² e ha conformazione di collina litoranea, ed è il comune litoraneo più meridionale delle Marche. Al suo interno scorrono e sfociano quattro torrenti l'Albula, il delle Fornaci, il Ragnola e l'Acquachiara e il fiume Tronto. È il comune con maggiore densità di popolazione della regione Marche.
- Classificazione sismica: zona 2 (sismicità media)[12]

### Clima
San Benedetto gode di un clima mediterraneo particolarmente benigno, con inverni miti (7 °C circa di media stagionale), e sono moderatamente piovosi, ma la neve non di rado fa la sua comparsa, riuscendo periodicamente anche a coprire la città con un moderato manto di coltre bianca. Le estati calde, ma non afose (23 °C circa di media stagionale), raramente si superano temperature massime oltre i 32 °C.
| Mese                | Mesi | Mesi | Mesi | Mesi | Mesi | Mesi | Mesi | Mesi | Mesi | Mesi | Mesi | Mesi | Stagioni | Stagioni | Stagioni | Stagioni | Anno |
| Mese                | Gen  | Feb  | Mar  | Apr  | Mag  | Giu  | Lug  | Ago  | Set  | Ott  | Nov  | Dic  | Inv      | Pri      | Est      | Aut      | Anno |
| ------------------- | ---- | ---- | ---- | ---- | ---- | ---- | ---- | ---- | ---- | ---- | ---- | ---- | -------- | -------- | -------- | -------- | ---- |
| T. max. media (°C)  | 9,4  | 11,1 | 13,7 | 17,5 | 21,6 | 25,9 | 29,0 | 28,6 | 25,2 | 20,3 | 15,2 | 11,5 | 10,7     | 17,6     | 27,8     | 20,2     | 19,1 |
| T. media (°C)       | 6,2  | 7,4  | 9,8  | 13,2 | 17,2 | 21,3 | 24,0 | 23,6 | 20,6 | 16,3 | 11,8 | 8,2  | 7,3      | 13,4     | 23,0     | 16,2     | 15,0 |
| T. min. media (°C)  | 3    | 3,8  | 6,0  | 9,0  | 12,8 | 16,8 | 19,0 | 18,7 | 16,1 | 12,3 | 8,5  | 4,9  | 3,9      | 9,3      | 18,2     | 12,3     | 10,9 |
| Precipitazioni (mm) | 63   | 52   | 63   | 60   | 51   | 51   | 42   | 56   | 71   | 82   | 86   | 80   | 195      | 174      | 149      | 239      | 757  |

- Classificazione climatica: zona D[19]

## Storia

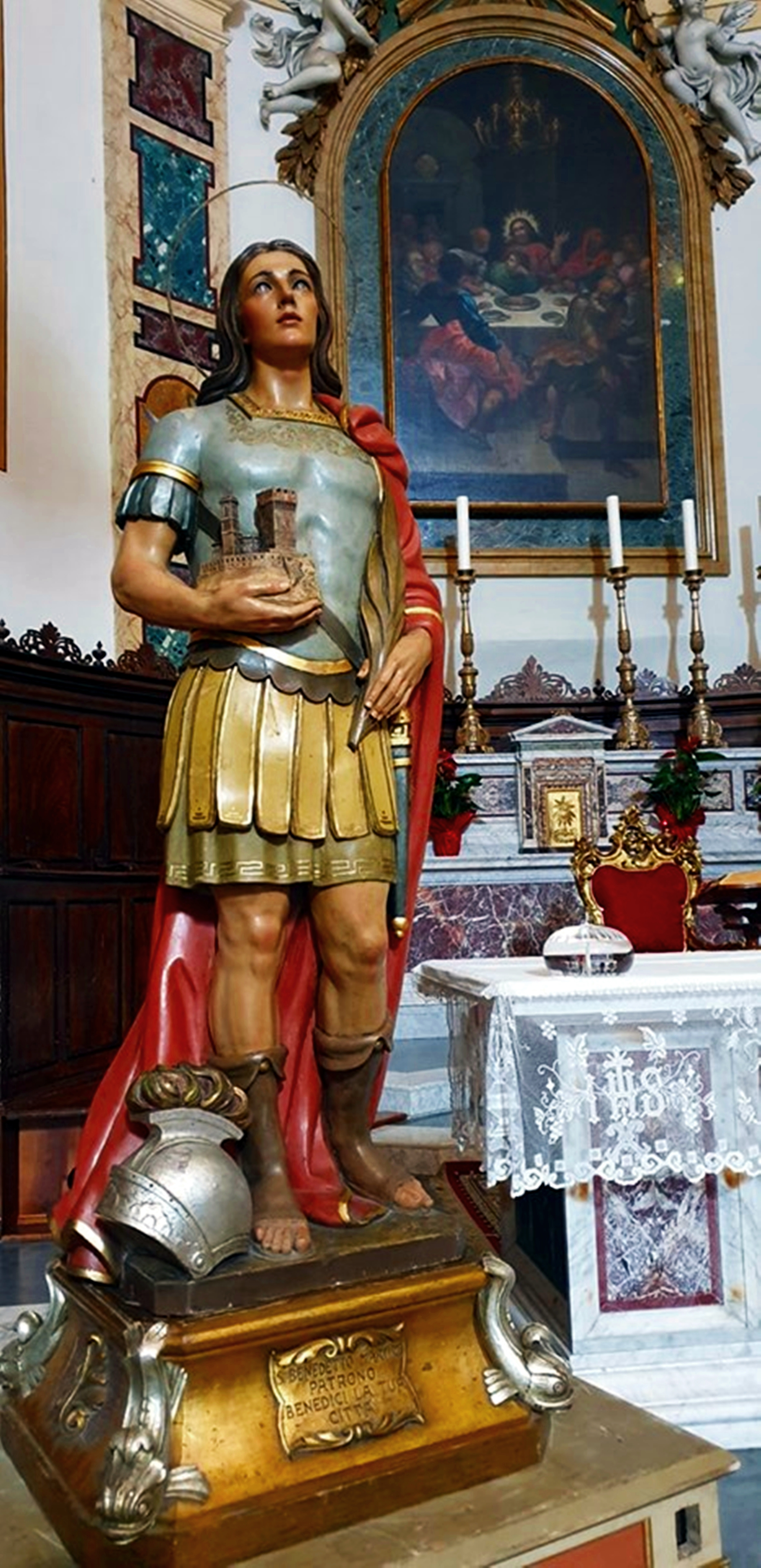
San Benedetto (IV secolo), il Santo patrono della città

Si sa poco sulle origini di San Benedetto del Tronto. Tradizionalmente vengono fatte risalire al XII secolo, ma dei ritrovamenti archeologici avvenuti nell'estate 2011 hanno messo in discussione l'origine medievale della città. A seguito di alcuni scavi nel Paese Alto sono stati rinvenuti molti reperti risalenti a epoca romana, tra cui una vasca, un mosaico di tessere bianche con cornici nere e un angolo di muro di un edificio con affreschi parietali di colore rosso tipici della fase decorativa romana risalente all'età neroniana o flavia, databili fra la prima metà del I secolo a.C. e la prima metà del I secolo d.C.. L'origine romana della città era già stata ipotizzata in passato, senza però alcun riscontro concreto: si riteneva che fosse sorta sul sito dell'antica città di Truentum (fondata dall'antico popolo dei Liburni), poi ribattezzata Castrum Truentinum, identificata oggi con il sito archeologico scavato alla foce del Tronto nel comune di Martinsicuro, mentre studiosi ritengono che i primi insediamenti sarebbero legati all'antica città di Alba Picena, che sorgeva sulla sponda destra dell'Albula.
Non si hanno tuttavia ancora certezze sulle reali origini della città. In attesa di ulteriori studi sui ritrovamenti, si continua ad accreditare l'ipotesi di un nucleo sorto attorno a una chiesa che avrebbe ospitato le spoglie di san Benedetto martire, soldato romano martirizzato nell'antica Cupra (poi Cupra Marittima). Del nucleo abitativo di San Benedetto, definito come Plebs Sancti Benedicti in Albula dal nome del santo protettore e titolare della chiesa omonima, nonché del torrente che tuttora l'attraversa, si hanno tracce dall'anno 998 in un atto relativo all'investitura del beneficio dei SS. Vincenzo e Anastasio in territorio di Acquaviva Picena da parte di Uberto, vescovo di Fermo.
Nel 1105 papa Pasquale II conferma il monastero di San Benedetto al Tronto a Oderisio, abate di Montecassino e di nuovo nel 1112, con altra bolla inviata al nuovo abate cassinense Gerardo.
Il primo significativo mutamento insediativo si ha nel 1145 quando i signori Azzo e Berardo di Gualtiero ottennero l'autorizzazione dal vescovo Liberto di Fermo a realizzare un castrum sul colle ove sorge la pieve, pur nel rispetto delle pertinenze di questa.
Oggetto della rivalità tra le città di Ascoli e Fermo, San Benedetto fu per secoli aspramente contesa delle due rivali.
Saccheggi e devastazioni a varie riprese caratterizzano anche il XVI secolo per cui il paese, seppure di importanza strategica, non riuscì a svilupparsi se non dopo aver riacquistato un po' di tranquillità. È del 1615 la testimonianza di una prima espansione fuori dalle mura, verso il mare, con la costruzione di una chiesetta dedicata alla Madonna della Marina in corrispondenza del luogo dove oggi è situata piazza Cesare Battisti in prossimità del vecchio Palazzo Municipale.
Lo sviluppo demografico del Castro Sancti Benedicti e, successivamente al 1860 con Regio Decreto, di San Benedetto del Tronto, non può che rassomigliare a quello di tanti altri centri rivieraschi dell'Adriatico, ove svolgono un ruolo determinante le immigrazioni (rese necessarie per il ripopolamento sul finire del XV secolo e proseguite fino ai giorni nostri in modo significativo), le incursioni e le catture barbaresche, i rapporti con le popolazioni transadriatiche, le epidemie, le successive e massicce emigrazioni in altri luoghi dell'Italia e all'estero, talune con caratteristiche specifiche legate ai mestieri del mare.
Il XVIII secolo è il secolo nel quale la popolazione sambenedettese inizia a uscire dal sovraffollato quartiere Castello (oggi Paese Alto) dopo aver invaso con le nuove costruzioni lo spazio di rispetto delle mura fortificate e talvolta scavalcate queste verso i giardini sottostanti, accompagnato dall'espansione lungo e al di sotto della strada “Lauretana” (poi statale 16) indi dei "paiarà" (toponimo del primo insediamento sviluppatosi sulle terre sottratte al mare, che deve il proprio significato da quelle case costruite con paglia impastate con argilla).
Nel 1863 la costruzione della linea ferroviaria adriatica costituì un passaggio storico per tutto il territorio. Negli stessi anni aprivano i primi stabilimenti balneari e l'amministrazione del sindaco Secondo Moretti delineò la vocazione turistica della cittadina
di San Benedetto. Risale al 1896 il regio decreto che concede a San Benedetto l'attributo del Tronto.
Nel 1907 comincia la costruzione del porto peschereccio, il cui ultimo ampliamento è del 2000. Nel 1912 avviene il varo del primo peschereccio a motore in Italia, il "San Marco", su concezione del monsignor Francesco Sciocchetti. Nel 1928 con decreto ministeriale, San Benedetto otteneva il riconoscimento di Stazione di Cura, soggiorno e turismo, prima località balneare delle Marche e di tutta la costa adriatica.
Il 18 giugno 1944 dopo 144 bombardamenti aerei e sei cannoneggiamenti navali che hanno devastato la città nella seconda guerra mondiale, San Benedetto viene liberata.
Nel secondo dopoguerra San Benedetto del Tronto ha conosciuto uno sviluppo sostenuto. Conobbe un forte incremento demografico: i 23 000 abitanti del 1951 diventarono oltre 42 000 nel 1971 per effetto del movimento migratorio dall'entroterra e dal flusso migratorio da varie zone della penisola, e divenne una delle più importanti località turistiche delle Marche. Nel 1986 è stata elevata a diocesi.

### Simboli
Stemma
Lo stemma di San Benedetto del Tronto ha per sfondo l'immagine dell'antico castello ed in primo piano è raffigurata l'immagine del martire san Benedetto, soldato della guarnigione romana, vittima della persecuzione dei cristiani sotto Diocleziano. Lo stemma è stato concesso con decreto del presidente del Consiglio del Ministri Alcide De Gasperi del 10 novembre 1948.
(D.P.C.M. 10 novembre 1948)
Gonfalone
Il "gonfalone di Città", è rappresentato dal drappo troncato di azzurro nella parte superiore e di rosso nella parte inferiore, riccamente ornato di ricami d'oro e caricato dello stemma civico con l'iscrizione centrata in oro «Città di San Benedetto del Tronto».

## Monumenti e luoghi d'interesse
La città offre diversi esempi di eterogenee architetture, che spaziano dallo stile liberty di fine 1800 al romanico e al neoclassico.

### Centro storico medievale

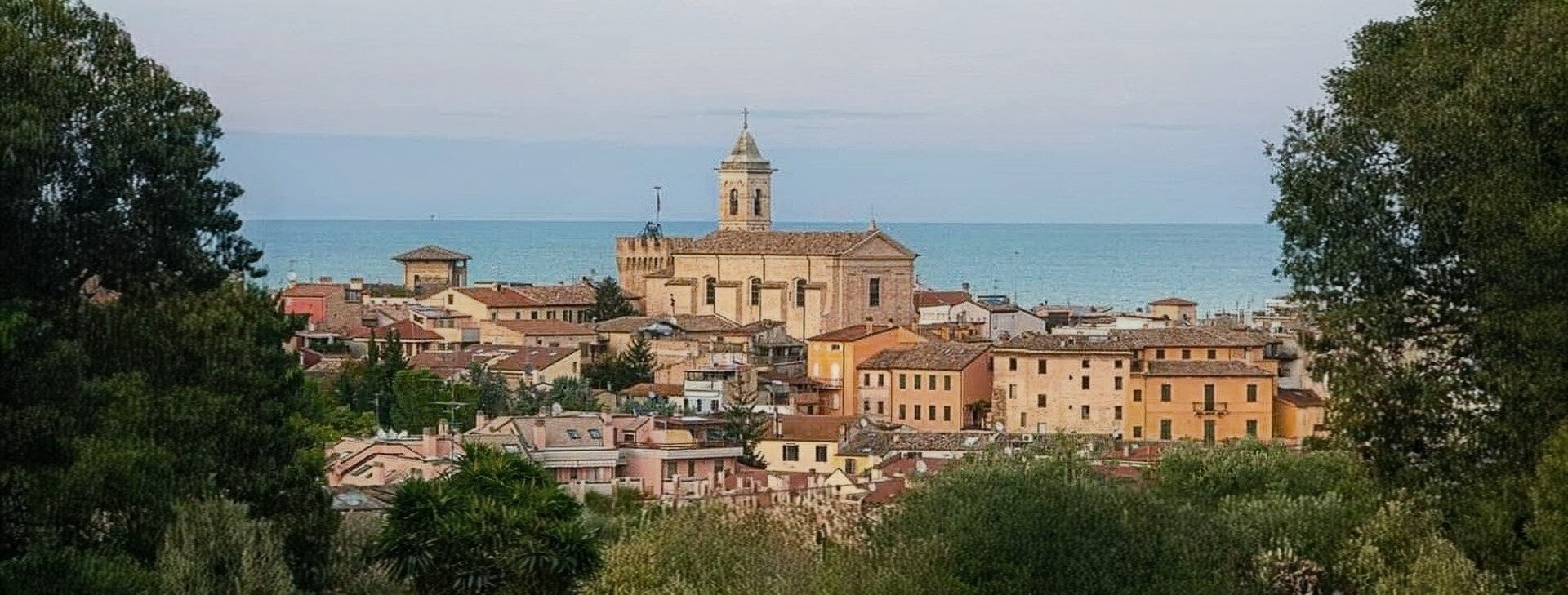
Vista del Paese Alto

È l'antico borgo medievale, conosciuto come Paese Alto, dove si è sviluppato il primo nucleo abitativo della città. Vi si trovano i resti di una Villa Marittima di epoca romana del I secolo a.C..

### Architetture storiche e militari
- Caserma Guelfa — Edificio fortificato a pianta quadrangolare del XVI secolo.[38]
- Mura castellane — Risalenti al XV secolo, racchiudono il nucleo medievale della città. Oltre al Torrione della rocca, rimangono avanzi di mura castellane della fortificazione e due porte, Porta Antica a nord e Porta da Mare a sud.[39][40]
- Torre dei Gualtieri (o Torrione) — Più propriamente denominato "Mastio della Rocca" e più popolarmente noto come "Torrione" (lu Turriò o lu Campanò in dialetto sambenedettese), è forse l'elemento più rappresentativo della città, spiccando dall'altura del Paese Alto a dominare l'intero abitato.[41][42]
- Torre Guelfa — Si tratta di una torre di difesa a base quadrata del XIV secolo con opera a sporgere costituita da beccatelli e piombatoi.[43][44]
- Torre sul porto — Si trova all'interno dell'area protetta della Riserva naturale regionale Sentina. L'inizio dei lavori di edificazione ebbe inizio nel 1543 e terminò nel 1547. Serviva come torre d'avvistamento.[45][46][47]

### Architetture religiose

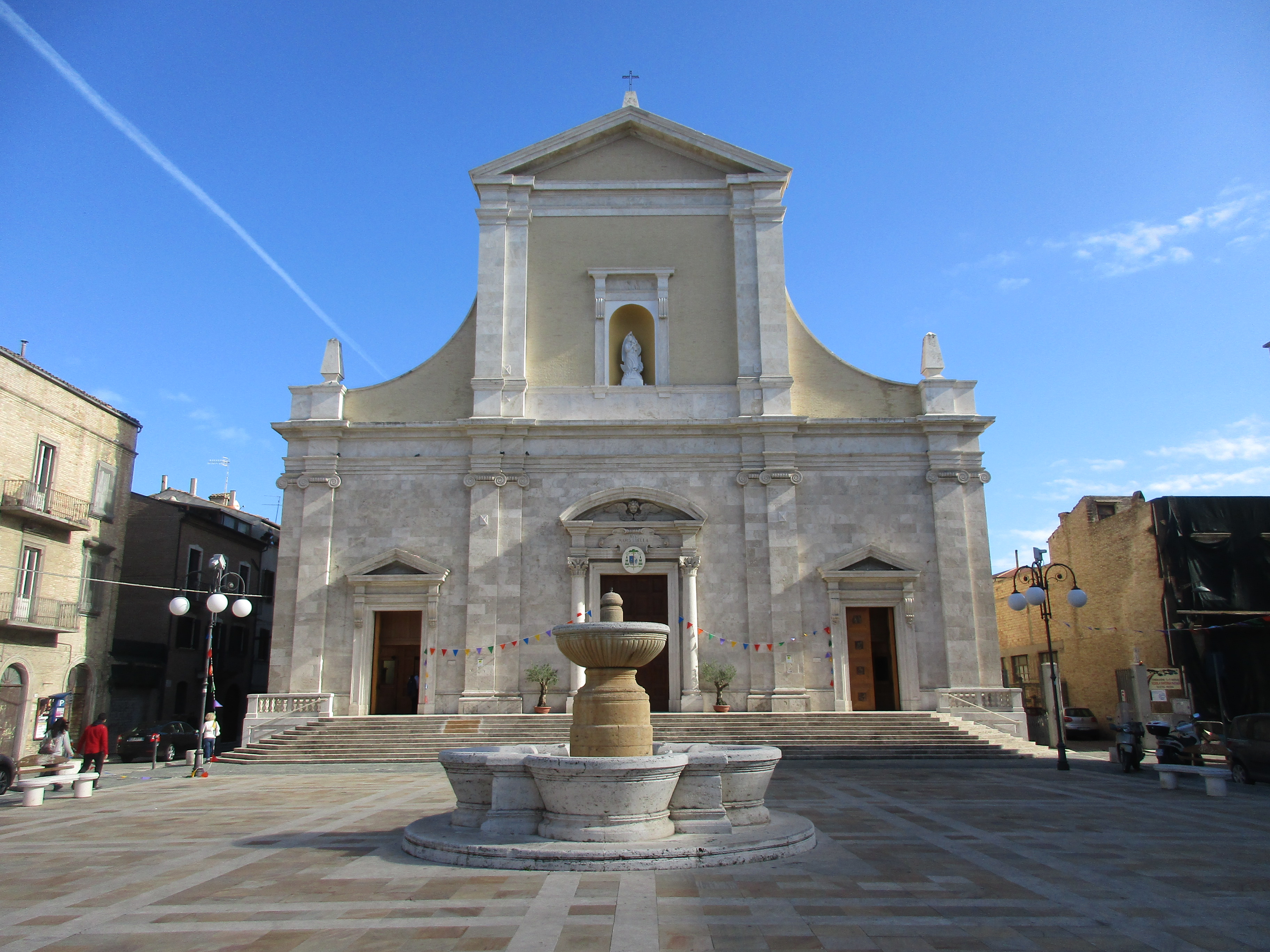
Cattedrale di Santa Maria della Marina

- Cattedrale di Santa Maria della Marina[48]
- Chiesa abbaziale di San Benedetto Martire[49][50]
- Chiesa di San Giuseppe[51][52]

### Altre architetture religiose
- Chiesa di San Filippo Neri[53]
- Chiesa della Madonna del Suffragio[54]
- Chiesa di Sant'Antonio di Padova[55]
- Edicola di Sant’Antonio di Padova[56]
- Cappella dell’Immacolata[57]
- Chiesa San Pio X[58]
- Statua di Padre Pio da Pietrelcina[59]
- Chiesa di Cristo Re[60]
- Chiesa della Sacra Famiglia[61]
- Chiesa della Santissima Annunziata[62]
- Chiesa di San Giacomo della Marca[63]
- Chiesa di Santa Lucia[64][65]
- Santuario della Madonna del Santissimo Sacramento[66]
- Vescovado[67]

### Architetture civili

#### Palazzi

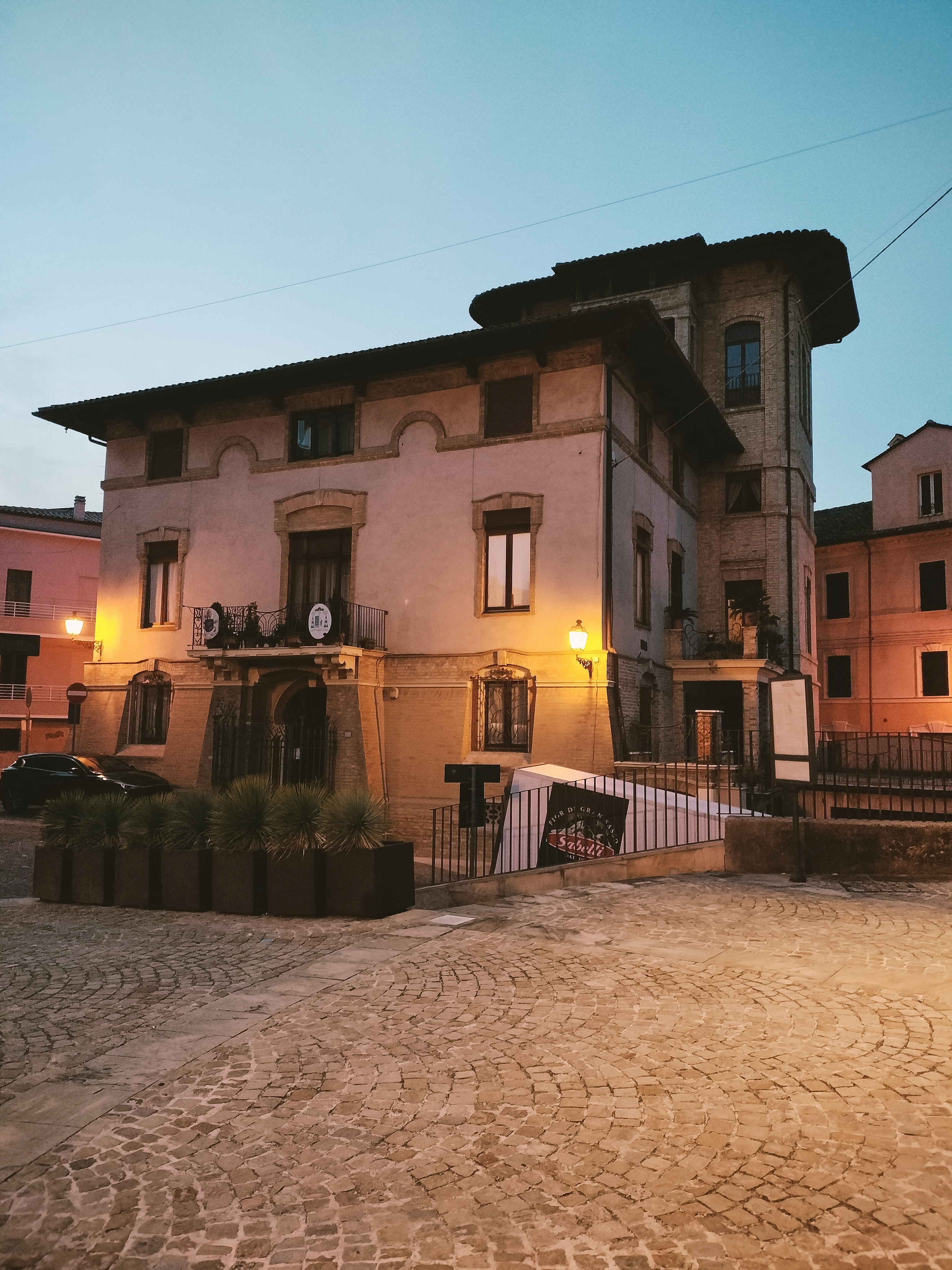
Palazzo Anelli

- Palazzo Anelli[68]
- Palazzina Azzurra[69]
- Palazzo Piacentini[70][71][72]

#### Ville
- Villa Cerboni Rambelli, costruita in stile neoclassico intorno al 1870 dal dottor Angelo Cerboni-Baiardi su un terreno dell'allora contrada Giardino. Il parco, di circa 11600 m², presenta una notevole varietà di essenze arboree, molte autoctone.[73]

Architetture private
- Palazzo Neroni Cancelli; deve il suo nome a Giuseppe Neroni Cancelli ed ospitò il 24 gennaio 1849 Giuseppe Garibaldi.[74]
- Villa Costantini Brancadoro; fa parte di una tenuta agricola di notevoli dimensioni e fu costruita con fattezze diverse dall'attuale nel XVIII secolo.[75]
- Villa Guidi, costruita nella seconda metà del 1700; di particolare interesse è il giardino.[76]
- Villa Laureati, situata nel quartiere Salaria; è un imponente edificio su tre piani di proprietà della famiglia dei marchesi Laureati.[77]
- Villa Mancini Guidi, situata a nord del vecchio incasato del quartiere Paese Alto; particolare architettonico di rilievo è l'ingresso monumentale del XIX secolo.[78]

#### Monumenti e opere architettoniche
- Monumento al gabbiano Jonathan[80][81][82]
- Monumento al pescatore[83]
- Lungomare[84][85][86]
- Faro[87][88]

### Altri monumenti e sculture
- E la pietra gridò — È un monumento dello scultore Marcello Sgattoni dedicato a Carlo Alberto dalla Chiesa, collocato nella piazza omonima.[89]
- Geneviève — È un monumento alla marineria sambenedettese rappresentato dalla prua dell'ex motopeschereccio atlantico "Geneviève".[90][91][92][93]
- I bambini della guerra — In piazza Bambini del Mondo, su una parete del Palazzo comunale, è una scultura di Ugo Nespolo.[94]
- Il mare, il ritorno — Sorge sulla banchina portuale Malfizia, dinanzi al mercato ittico al minuto, ed è opera dello scultore sambenedettese Paolo Annibali.[95][96]
- I sognatori — Opera in bronzo realizzata da Paolo Annibali, rappresenta un tronco d'albero morto di quattro metri d'altezza che offre riparo a vari animali e due bambini che dormono, mentre un ramo appena germogliato spunta dall'alto.[97][98][99]
- Il saluto di Ubu — Opera in bronzo realizzata da Enrico Baj, si richiama ad un lavoro teatrale di Alfred Jarry, fondatore della patafisica.[99][100]
- La Retara — Opera in bronzo dello scultore Aldo Sergiacomi, è un doveroso omaggio a una delle figure tipiche della città.[99] Il basamento dell'opera è arricchito da una poesia in vernacolo, dedicata appunto alla figura della retara, del poeta sambenedettese Giovanni Vespasiani.[101][102]
- La Sibilla — Situata presso il viale Alcide De Gasperi, è un'opera dello scultore Giuseppe Marinucci, realizzata assemblando materiali ferrosi di recupero che danno vita alla rappresentazione suggestiva della mitologica figura.[89]
- L'elefantino tra le palme — È un'opera allegra, perfettamente integrata nel nuovo arredo del viale, che si è subito trasformata in un monumento "vivo e vissuto".[99][103]
- La famiglia del pescatore — Opera in bronzo dello scultore offidano Aldo Sergiacomi, è dedicata alla famiglia del pescatore.[104]
- Monumento ai caduti — Sorge in viale Secondo Moretti ed è un'opera in bronzo di Mario Cataldi, inaugurata il 14 agosto 1921, dedicata ai 104 caduti sanbenedettesi nella prima guerra mondiale.
- Monumenti ai caduti per la libertà — Sono due opere dello scultore Marcello Sgattoni. I due monumenti, collocati nel centralissimo viale Secondo Moretti in epoche differenti, commemorano la liberazione della città dall’oppressione nazifascista, avvenuta nella notte tra il 18 e il 19 giugno 1944.[105]
- Monumento Nespolo — Opera di Ugo Nespolo collocata all'inizio del lungomare della città.[106]
- No Cluster Bombs — Situata nei pressi dello stadio Fratelli Ballarin ed inaugurata il 30 maggio 2009, è un’opera dell’artista Carlo Gentili sul tema delle cluster bomb e delle gravi conseguenze che tali ordigni causano.
- Principe — Fontana collocata in via Cairoli, una delle traverse del corso, è dominata da una scultura di Paolo Consorti.[99]
- Monumento "Salvo d'Acquisto" — Situato presso il lungomare sud, è una scultura in bronzo alta 8,5 metri ed è l'omaggio della città al vicebrigadiere Salvo D'Acquisto.[107]
- To see through is not to see into — Opera di Mark Kostabi collocata nella zona pedonale del centro della città.[99][108]
- Vale & Tino — Inaugurata il giorno di San Valentino, la straordinaria scultura in neon colorato di Marco Lodola è posizionata all'interno del cortile della Palazzina Azzurra.[109]
- Allegro — Opera di Ugo Nespolo collocata nella fontana di viale Secondo Moretti.[99][110]

### Altro

#### Piazze
- Piazza Bice Piacentini[111][112]
- Piazza Carlo Giorgini[113]
- Piazza Giuseppe Sacconi[114]
- Piazza Giacomo Matteotti (già Piazza d'Armi)[115]
- Piazza Luciano Nardone[116]

Altre piazze
- Piazza Cesare Battisti (già Piazza della Madonna)[117]
- Piazza Dante Alighieri[118]
- Piazza della Verdura[119]
- Piazza Giuseppe Garibaldi
- Piazza San Giovanni Battista[120]
- Piazzetta Andrea Pazienza[121]
- Piazza Carlo Alberto dalla Chiesa[122]
- Piazza del Redentore[123]
- Piazza Salvo D'Acquisto (o rotonda D'Acquisto)[124]

#### Vie principali
- Via Salaria[125]
- Viale Bruno Buozzi (già Lungomare Cristoforo Colombo)[126]
- Viale Secondo Moretti[127]
- Viale Olindo Pasqualetti (già Viale delle Palme)[128]
- Viale Alcide De Gasperi

Altre vie
- Via del Mare[129]
- Via XX Settembre (già via dei Pescivendoli)[130][131][132]

#### Fontane
- Fontana Rotonda Giorgini
- Fontana "Allegro"
- Fontana del Borgo Marina
- Fontana di Piazza Nardone

### Siti archeologici
- Villa Marittima[20][21][133]

### Aree naturali
- Riserva naturale regionale Sentina[134][135][136]

## Società

### Evoluzione demografica
Abitanti censiti

### Etnie e minoranze straniere
Al 31 dicembre 2024 risultavano residenti 3 218 cittadini stranieri, pari al 6,91% della popolazione.

### Lingue e dialetti
(André Gide)
Il dialetto sambenedettese è compreso, al pari degli altri dialetti della provincia di Ascoli Piceno, nei dialetti marchigiani meridionali. Tali parlate sono caratterizzate da una fonetica di tipo meridionale, che va dall'indebolimento delle vocali atone alla metafonesi delle toniche, assumendo forme diverse secondo le aree prese in considerazione.
Il dialetto sambenedettese è diffuso ormai nella sua forma più pura solamente tra le generazioni più anziane del centro storico e della zona portuale. Nelle zone agricole della parte meridionale del comune, come a Porto d'Ascoli e nella Sentina, si parla una varietà di sambenedettese con influenze dalla vicina Martinsicuro. Il sambenedettese è, tra i dialetti del gruppo aso-truentino, uno dei più conservativi, mantenendosi quasi immune dalle influenze fermane, ascolane e abruzzesi.
(prefazione del saggio Poesia Vernacola Sambenedettese, Bice Piacentini)
Le principali caratteristiche del dialetto sambenedettese sono:
- Metafonesi sannita monottongata (alcuni esempi: tìmbë per "tempo", fùchë per "fuoco")
- Monottongazione (alcuni esempi: mëstìrë per "mestiere", carbënìrë per "carabiniere", fìrë per "fiera");
- Caduta della -a finale (alcuni esempi: la bàrchë per "la barca", la càsë per "la casa");
- Assimilazione dei nessi consonantici "-l + consonante" senza sonorizzazione (alcuni esempi: atë per "alto", fazë per "falso", picé per "pulcino")
- Uso dell'ausiliare essere in tutte le coniugazioni ad eccezione della terza persona, in cui è usato avere (alcuni esempi: sò magnàtë per "ho mangiato", tu scì fàttë per "tu hai fatto", éssë ha stàtë per "lui è stato");

La vera caratteristica propria del dialetto sambenedettese è il mantenimento degli antichi frangimenti vocalici, ormai estinti nella maggior parte degli altri dialetti aso-truentini. Infatti nel dialetto sambenedettese puro avviene l'apertura a catena di tutte le vocali toniche non metafonizzate (o derivate da un dittongo):
- -ì- diventa é, ad esempio marétë per "marito", féjë per "figlio", cunéjë per "coniglio";
- -é- diventa -è-, ad esempio nèrë per "nera", èssë per "lei, essa", strèttë per "stretta";
- -ù- diventa -ó-, ad esempio lónë per "luna", lópë per "lupo", fërtónë per "fortuna";
- -ó- diventa -ò-, ad esempio còrtë per "corta", còrrë per "correre", allòrë per "allora".

Il lessico presenta inoltre derivazioni greche come per esempio il termine cònë, "bella bambina" (cfr. Greco εἰκὸνη), e cucàlë (cfr. Greco κουκάλη) che significa "gabbiano".

### Tradizioni e folclore
- Carnevale Sambenedettese[141][142]

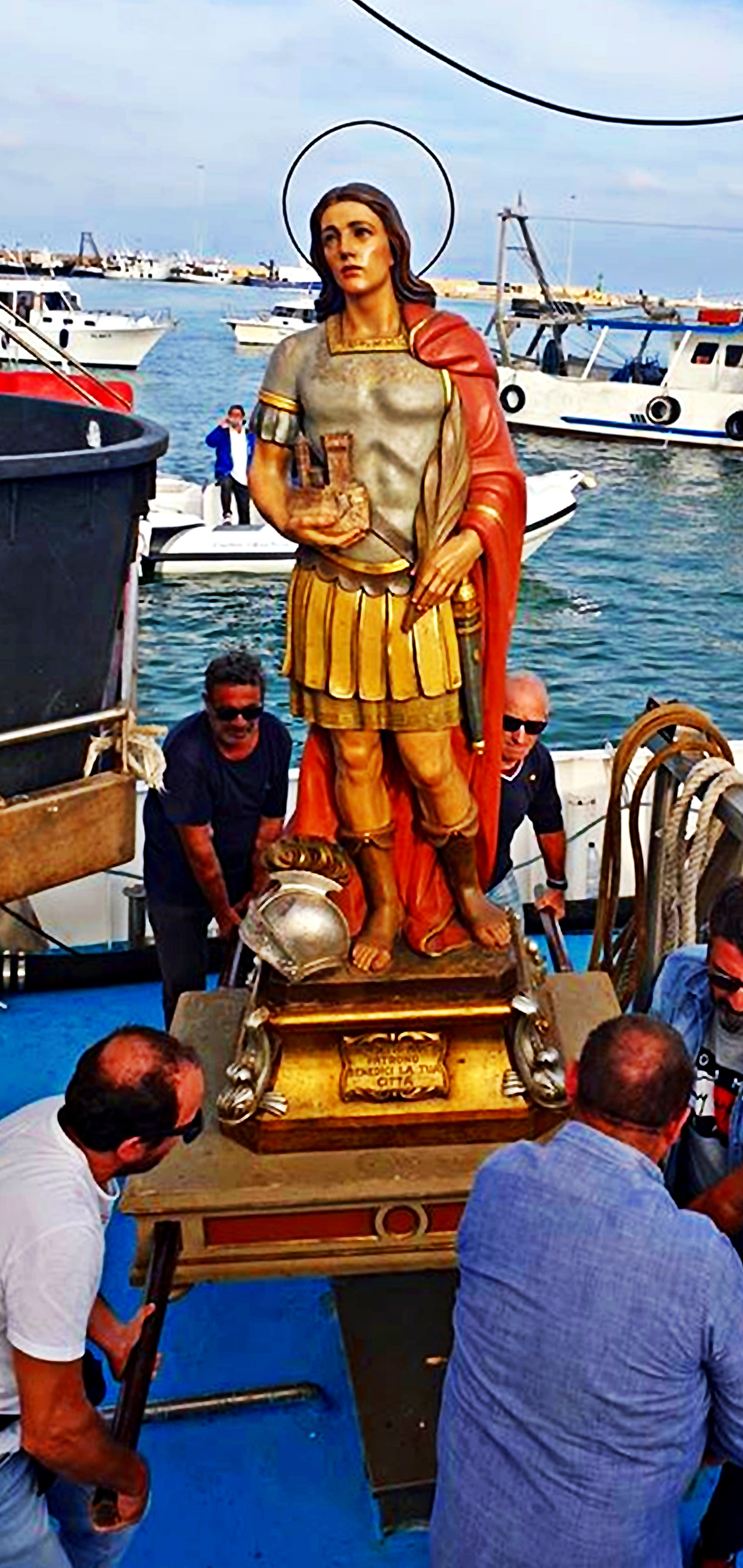
Rievocazione storica del martirio di San Benedetto

- Festa di San Benedetto martire - Festa del patrono della città, per molti anni è stata organizzata ogni ultimo sabato di maggio, ma dal 2008 si è tornati a celebrarla nella data di origine, il 13 ottobre, giorno esatto a cui si fa risalire nell'anno 304, il martirio del soldato romano.[143][144] La Rievocazione storica del martirio, prevede celebrazioni nella città di Cupra Marittima[145], dove è stato martirizzato, e una processione via mare, dove la statua di San Benedetto imbarcata su un peschereccio, da Cupra Marittima approda al porto di San Benedetto del Tronto, per poi percorrere le vie cittadine e fare arrivo presso la chiesa di San Benedetto Martire.[146] Dal 1997 la festa è celebrata anche a Mar del Plata in Argentina dove è stata inaugurata un'altra chiesa a San Benedetto Martire.[147]
- Festa Madonna della Marina — Uno degli eventi principali dell'estate sambenedettese, si svolge l'ultima domenica di luglio e consiste in una processione in mare con i pescherecci, in cui i pescatori rendono omaggio alla Madonna della Marina, l'imbarcazione principale, che precede il corteo di imbarcazioni, ospita il ritratto della Madonna proveniente dalla cattedrale. Dopo la benedizione da parte del vescovo e il ricordo delle vittime del mare, avviene il lancio in mare della corona di fiori. Segue poi una processione a terra fino alla cattedrale.[148].

### Istituzioni, enti e associazioni
Ha sede a San Benedetto del Tronto l'Ospedale civile Madonna del Soccorso, al quale fanno capo i presidi sanitari posti nelle località di Centobuchi, Grottammare, Montefiore dell'Aso, Porto d'Ascoli e Ripatransone.
- Associazione Portatori di Pacemaker e Defibrillatore — fondata a San Benedetto del Tronto è un'associazione di promozione sociale italiana, ha lo scopo di condividere problematiche correlate ai dispositivi per i portatori di pacemaker in Italia.[150]

## Cultura

### Istruzione

#### Biblioteche
- Biblioteca Comunale G. Lesca
- Biblioteca dello Studentato eucaristico

#### Istruzione infantile
Sul territorio comunale è presente una scuola dell’infanzia intitolata a Teresa e Pietro Merlini, e perciò denominato impropriamente Asilo Merlini. Questa scuola di ordine privato e cattolico è stata fondata nel 1864.

#### Istruzione secondaria
Nel territorio cittadino sono presenti i seguenti istituti di scuola media superiore:
- Liceo Classico "Giacomo Leopardi"
- Liceo Scientifico "Benedetto Rosetti"
- Istituto Tecnico Commerciale / Liceo Linguistico "Augusto Capriotti"
- Istituto Professionale per i servizi alberghieri (IPSSAR) "Filippo Buscemi"
- Istituto Professionale per l'industria, l'artigianato e le attività marinare (IPSIA) "Antonio Guastaferro"
- Istituto paritario - Liceo psicopedagogico.

#### Università
Sono presenti nel comune alcune sedi distaccate dell'Università di Camerino
e dell'Università Politecnica delle Marche.

### Musei

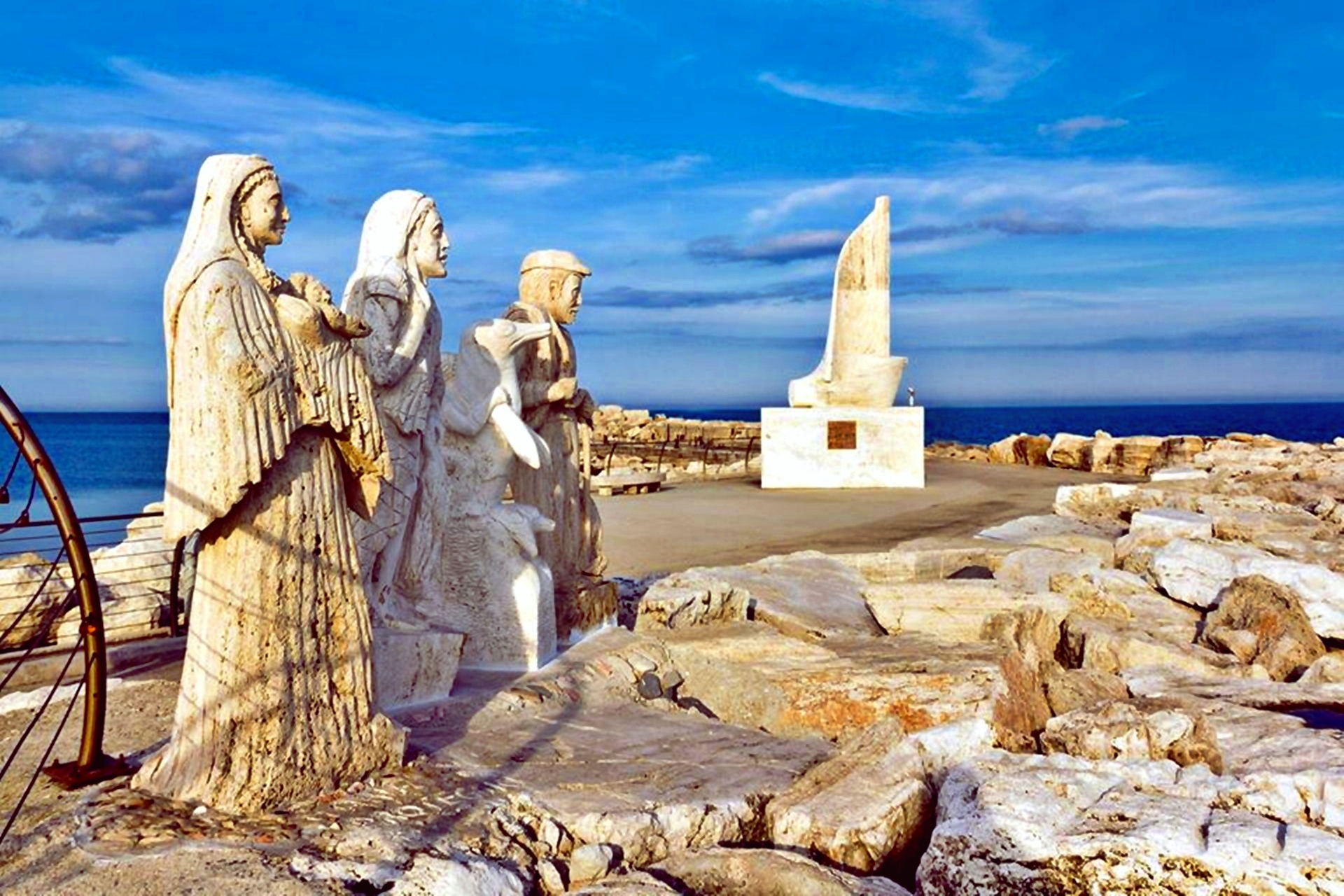
MAM - Museo d'Arte sul Mare

- Polo Museale "Museo del Mare" — Il Polo museale denominato "Museo del Mare" è composto da sei sezioni:[155]
  - Museo Ittico "Augusto Capriotti" [155]
  - Museo della Civiltà Marinara delle Marche[155]
  - Museo delle Anfore[155]
  - Antiquarium Truentinum[155][156]
  - Pinacoteca del Mare[155]
  - Villa Marittima[155]
- MAM - Museo d'Arte sul Mare[157]
- Museo di arte sacra — Fa parte del circuito dei musei sistini della Diocesi di San Benedetto del Tronto-Ripatransone-Montalto delle Marche, si trova nei pressi della Cattedrale (nell'ex caserma dei Carabinieri), e ospita una notevole collezione di arte sacra comprendente sculture lignee di pregio.
- Museo Pietraia dei Poeti — Il museo pietraia dei poeti sorge in contrada Barattelle, a pochi chilometri dal centro cittadino, sulla sommità di una collina che sovrasta la città.[158] Di proprietà dello scultore locale Marcello Sgattoni, è un'esposizione permanente delle sue creazioni e delle sue sculture costituite da materiali derivati dal territorio stesso e per questo perfettamente integrate con l'ambiente circostante.[159]

### Teatri e sale da concerto
- Teatro comunale Concordia — Il teatro "Concordia" nasce ufficialmente come progetto cittadino, nel corso di una riunione tenuta nell'aula consiliare, indetta dall'Associazione dei filarmonici locali, il giorno 28 luglio 1827. A seguito di un'accurata ristrutturazione è tornato nella piena disponibilità della cittadinanza il 30 aprile 2008, con una serie di spettacoli che ha visto alternarsi sul palcoscenico compagnie locali a professionisti di livello nazionale. Dispone di una sala da 314 posti a sedere.[160]
- Palariviera — È una struttura polivalente dove si svolgono vari eventi: concerti, teatro, cinematografici, meeting aziendali, congressi e manifestazioni culturali.[161] Al suo interno presenta sale di varie dimensioni, di cui la sala auditorium principale che ha una capacità di 1000 posti a sedere, una sala da 386 posti, quattro sale da 150 posti, due sale da circa 100 posti, due sale esclusive per congressi, sale ricevimento, ludoteca, sala bar, sala divertimento e aree di ristorazione.[162]
- CineTeatro San Filippo Neri — Ubicato nel quartiere "San Filippo Neri"; nella struttura si svolgono eventi per fini artistici e culturali.[163] Costruito nel 1960 e restaurato nel 2006 dispone di una capienza totale di 244 posti a sedere.[164]

### Cucina
- Brodetto alla sambenedettese — Il piatto tipico di San Benedetto del Tronto è il brodetto alla sambenedettese (lu vrudètte) una zuppa di pesce, senza pomodoro (al limite con pomodoro verde) e con l'aggiunta di peperoni e aceto, unica nel suo genere.[165][166]

### Cinema
(Carlo Vanzina)
- Nel 1975 a San Benedetto viene girato il film Il vizio ha le calze nere con Ninetto Davoli per la regia di Tano Cimarosa.[168]
- Nel film L'allenatore nel pallone (1984) le immagini della partita in cui la Longobarda è promossa in Serie A, (Sambenedettese - Longobarda) sono in buona parte tratte dal repertorio di una partita di Serie B del 1983/84 tra la Samb e la Pistoiese, giocatasi alla penultima giornata di quel campionato allo Stadio Fratelli Ballarin di San Benedetto del Tronto.
- Nel 1985 è stata la location del film Mezzo destro, mezzo sinistro, con Gigi Sammarchi ed Andrea Roncato per la regia di Sergio Martino; gran parte del film è stato girato tra il porto, la spiaggia e lo stadio Riviera delle Palme.

#### In televisione
Serie Tv
- Ferragosto OK nel 1986 con Gianni Ciardo, Mauro Di Francesco, Sabrina Salerno e tanti altri per la regia di Sergio Martino.[168]
- Mio papà del 2014 con Giorgio Pasotti e Donatella Finocchiaro diretto da Giulio Base è interamente girato a San Benedetto del Tronto.[168]
- Scomparsa per la regia di Fabrizio Costa con Vanessa Incontrada e Giuseppe Zeno. Dal 20 novembre 2017 è iniziata su Rai 1 la messa in onda di, girata prevalentemente nella cittadina rivierasca nell'estate 2016, la fiction è ambientata nella stessa.[169]
- Digitare il codice segreto, una commedia all'italiana girata e ambientata principalmente nella città durante il lockdown imposto per contrastare la diffusione del COVID-19. Andata in onda su Rai 1 nell'ottobre 2021 per la regia di Fabrizio Costa con Neri Marcorè, Valeria Bilello, Gabriele Cirilli e Paola Minaccioni.[170]

Altro
Dal 1998 al 2005, nella cornice del Palariviera (ex Palacongressi), si sono svolte le prefinali di Miss Italia. Ampie sintesi delle serate andavano in onda sulla Rai.

### Media
- TV
  - Vera TV
- Radio
  - Radio Azzurra
- Giornale
  - Riviera Oggi

### Eventi
- L'Antico e le Palme — È la mostra mercato dell'antiquariato più grande della Riviera. Nata a San Benedetto nel 1991 si svolge quattro volte l'anno con 200 espositori che provengono da tutta Europa.[173] Lo scenario delle Palme rende unica l'ambientazione di questo mercato di antiquariato.[174]
- Premio "Libero Bizzarri" — Concorso sul cinema documentario a livello nazionale, si svolge ogni anno nel mese di luglio.[175].
- Scultura Viva — Organizzato a giugno di ogni anno nell'ambito del MAM (Museo d'Arte sul Mare[157]), che si sviluppa lungo i 1.150 metri del molo sud, il Simposio internazionale d'arte "Scultura viva" è una delle più interessanti manifestazioni cittadine. Ad esso partecipano scultori e pittori muralisti provenienti da ogni parte del mondo, che, durante una settimana e alla presenza del pubblico, realizzano le loro opere sulle facce dei massi frangiflutto, allineati a margine della lunga passeggiata artistica.[176]
- San Beach Comix — Il Festival del fumetto di San Benedetto del Tronto, è la più grande delle Marche ad ingresso gratuito entrando di diritto come socio del Riff - Rete Italiana Festival del Fumetto. La manifestazione viene organizzata dall'Associazione Culturale Fumetti Indelebili operante nel territorio marchigiano dal 2017.[177]

## Geografia antropica
La città presenta un nucleo antico, il "Paese alto", su un modesto rilievo a poca distanza dal mare, ai piedi del quale si sviluppa l'abitato originario della parte più recente, la "Marina". Questa è attraversata dal corso del torrente Albula e si è sviluppata con gli anni fino al fiume Tronto.
La città di San Benedetto del Tronto è suddivisa in 16 quartieri: Agraria, Albula centro, Europa, Fosso dei Galli, Mare, Marina centro, Marina di sotto, Paese Alto, Ponterotto, Porto d'Ascoli centro, Ragnola, Salaria, San Filippo Neri, Sant'Antonio da Padova, Santa Lucia, Sentina.

## Economia

### Pesca, cantieristica ed industria navale
(Viaggio in Italia, Guido Piovene)

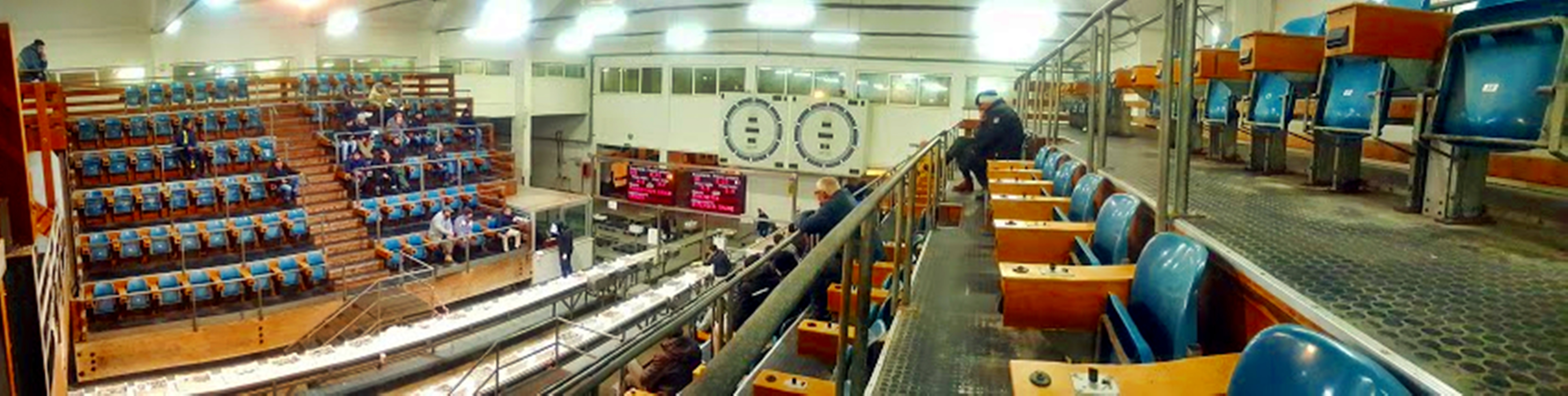
L'asta del pesce di San Benedetto

La storia industriale marittima della città ha origini antichissime. Il 26 maggio del 1912 avviene il varo del "San Marco", il primo battello porta pesce a motore della marineria Sanbenedettese, e in Italia. L'imbarcazione aveva il compito di raccogliere il pesce a bordo delle paranze in alto mare e portarlo a terra..
Altri settori direttamente collegati alle attività sul mare, sono: la cantieristica, la lavorazione della canapa, la costruzione di cavi e di reti, le officine della motoristica navale, la strumentistica di bordo, la commercializzazione del pescato (San Benedetto vanta il mercato ittico all'ingrosso più importante d'Italia), le catene del freddo per il trasporto del pesce.
A San Benedetto è stata praticata la pesca oceanica, un periodo forse di breve durata ma sicuramente di notevole impatto sul tessuto socio-culturale ed economico della marineria sambenedettese e, per induzione, di tutta la città.
A San Benedetto del Tronto inoltre troviamo un Centro di addestramento professionale per gli addetti alla pesca di altura.

### Turismo

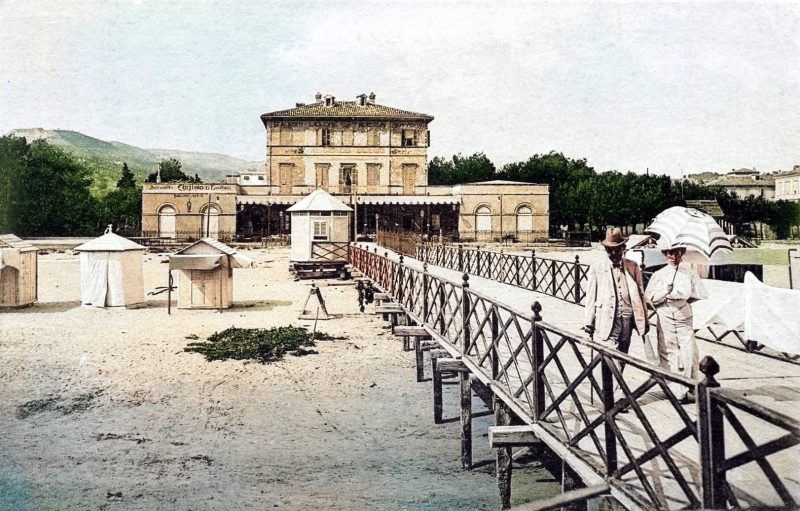
“Stabilimento di Bagni Marini” nel 1865

San Benedetto vanta una lunga tradizione turistica, fu infatti nel 1865 quando venne inaugurato lo "Stabilimento di Bagni Marini", il primo stabilimento balneare della città, che è fra i più antichi stabilimenti baleneari Italiani. Negli anni si è affermata, fin dai primi decenni del Novecento, come una delle più note e apprezzate stazioni balneari italiane. Nel 1928 nacque l'Azienda autonoma di soggiorno e turismo. A partire dalla seconda metà degli anni sessanta, si è imposta anche come la prima meta turistica delle Marche per numero di presenze. Negli anni novanta a San Benedetto del Tronto si registravano circa 2,5 milioni di presenze all'anno.Nel corso degli ultimi decenni, a San Benedetto del Tronto la capienza ricettiva si è ridotta notevolmente, in quanto gli alberghi in attività sono passati dai 132 degli anni novanta ai 79 di oggi. Al contrario sono aumentate molto le seconde case di proprietà. Dal 1999, tranne che per un anno, San Benedetto si fregia del vessillo della Bandiera Blu e della bandiera Verde.

### Industria ortofrutticoli

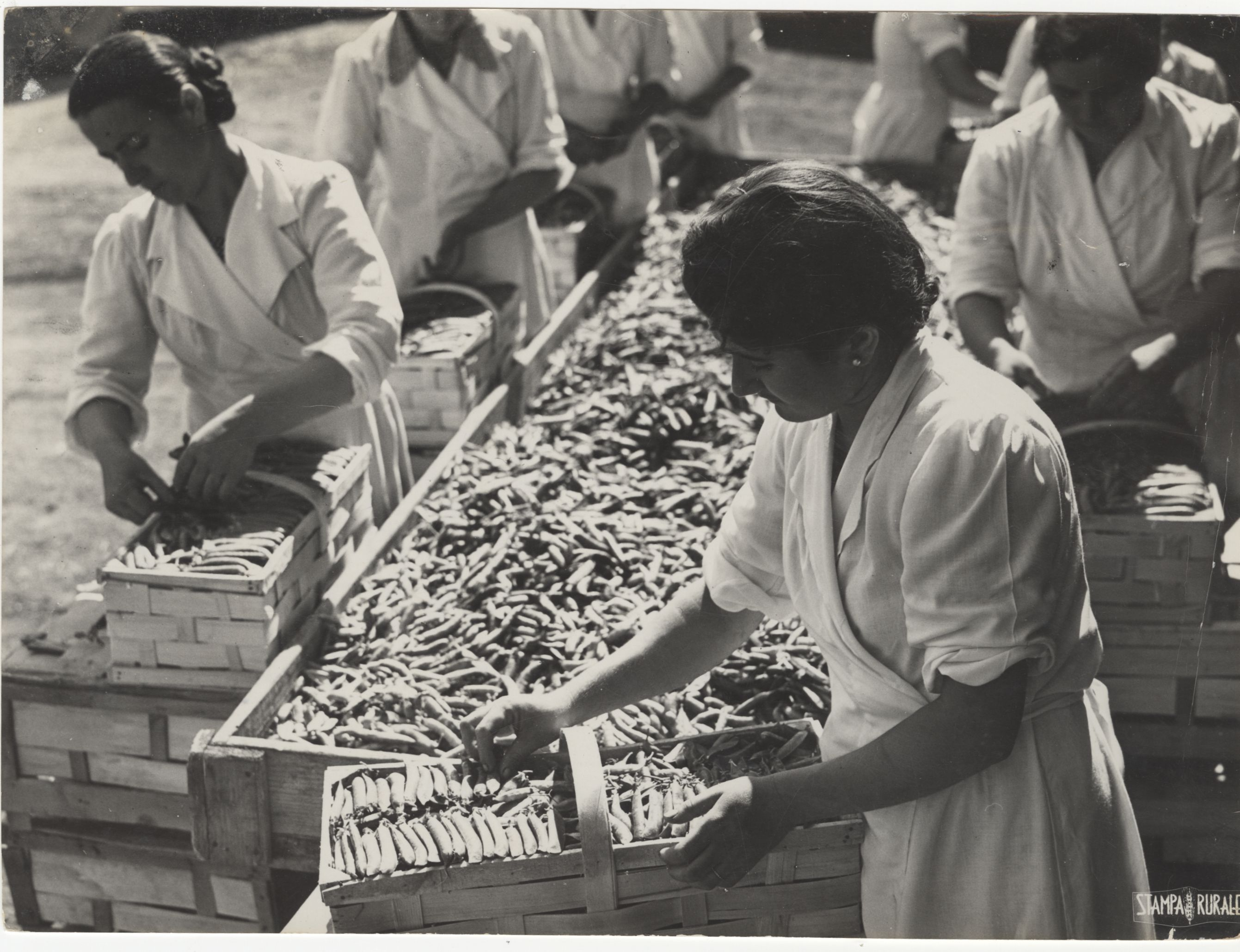
Selezione manuale dei piselli a San Benedetto del Tronto nel 1956

Una delle maggiori attività che ha contraddistinto San Benedetto del Tronto per molti anni è l'esportazione dei prodotti ortofrutticoli. Questa attività ha contribuito al miglioramento economico ed alla evoluzione sociale della sua popolazione. La produzione è favorita dalla morfologia del terreno in gran parte pianeggiante e dal clima. Tale produzione sin dai primi dell'Ottocento raggiunse un'intensità che sfociò in un alto indice di esportazione sia verso le province vicine sia verso la Romagna. Nel 1914 partì il primo vagone di prodotti ortofrutticoli diretto in Svizzera. L'attività si svolge in particolare nella località di Porto d'Ascoli dove sorgono magazzini, conservifici, fabbriche d'imballaggi e celle frigorifere. Dalla seconda metà degli anni novanta è in funzione il Centro Agro Alimentare Piceno, una area strutturata di circa 143.000 m², tra le diverse attività sono soprattutto presenti: un mercato ortofrutticolo, laboratori per la lavorazione, trasformazione e commercializzazione dei prodotti della pesca, distribuzione carni, distribuzione e commercio prodotti caseari e distribuzione alimentari.

### Industria elettronica
Ha sede a San Benedetto del Tronto la GEM Elettronica, società attiva sui mercati civile e militare sia in Italia che all’estero, specializzata nella produzione di radar 3D di piccole e medie dimensioni, sensori elettro-ottici e sistema di navigazione inerziale per il settore marittimo, avionico e terrestre.

### Artigianato
Tra le attività economiche più tradizionali, diffuse e attive vi sono quelle artigianali, come la rinomata produzione di articoli per arredamento, in vimini o in midollino e l'arte del merletto apprezzata in tutta Italia. Importante è anche la lavorazione del rame, finalizzata alla realizzazione di una vasta gamma di prodotti, che spazia dal vasellame alle anfore, oltreché quella orafa e quella della ceramica.

## Infrastrutture e trasporti
San Benedetto è collegata con Roma, in tutte le fasce orarie della giornata, da una pluralità di corse di pullman di linea, attraverso la via Salaria o sul percorso autostradale A24 (soprattutto tramite le relazioni Flixbus Roma Tiburtina-Macerata che sostano presso Porto d'Ascoli e Piazza Nardone).

### Strade
La città è collegata all'Autostrada A14 mediante il casello di San Benedetto del Tronto sito a sud della città, la parte nord è servita invece dal casello di Grottammare.
Dal casello di San Benedetto è possibile raggiungere la città tramite la strada sopraelevata "SP227".
Tramite il raccordo autostradale RA11 da San Benedetto è possibile raggiungere velocemente Ascoli Piceno e conseguentemente le zone industriali e le cittadine poste lungo la vallata del Tronto.
Ad ovest è collegata con Roma e Rieti attraverso la Strada statale 4 Via Salaria (Roma-San Benedetto), arteria che necessita in alcuni tratti di ammodernamenti ma per la maggior parte ha caratteristiche di strada extraurbana secondaria e a scorrimento veloce.

### Ferrovie
San Benedetto possiede due stazioni ferroviarie, una centrale nei pressi del porto e l'altra nel quartiere di Porto d'Ascoli; entrambe sono poste sulla ferrovia Adriatica. Dalla stazione di Porto d'Ascoli parte la diramazione per Ascoli, che serve tutta la vallata del Tronto e la città di Ascoli Piceno. Tale diramazione, secondo i progetti iniziali, avrebbe dovuto proseguire in direzione di Rieti fino ad arrivare a Roma, costituendo la Ferrovia Salaria.

### Porti
Il porto di San Benedetto del Tronto che secondo la classificazione nazionale dei porti italiani è considerato di 2ª categoria, 1ª classe; è un importante centro di pesca.

### Mobilità urbana
A San Benedetto il servizio di trasporti pubblici urbani è gestito dalla società Start che con un buon numero di linee serve tutti i quartieri della città, le cittadine della vallata del Tronto ed i paesi collinari adiacenti al comune.
È attiva anche una linea extraurbana per Ascoli Piceno, Giulianova, Civitanova Marche e Roma.

### Piste ciclabili
La città è percorsa da una rete di piste ciclabili per un totale di oltre 15 km, si fregia della Bandiera Gialla dei Comuni Ciclabili FIAB.

## Amministrazione

### Gemellaggi
- Chicago Heights, dal 1977[204][205]
- Alfortville, dal 1989[206]
- Viareggio, dal 1993[207]
- Trinidad, dal 1994[208]
- Steyr, dal 1995[209]

- Mar del Plata, dal 1998[210]
- Poggio Bustone, dal 2009[211]
- Sebenico[212]
- Alba Iulia, dal 2001[213]

## Sport
Lo sport a San Benedetto del Tronto si articola in molte discipline. Società e atleti sambenedettesi hanno conseguito titoli a livello italiano e internazionale.